# Flughafen Mikkeli

i8
i11
i13
Der Flughafen Mikkeli (IATA-Code: MIK, ICAO-Code: EFMI) ist der Flughafen der finnischen Stadt Mikkeli. 

## Geschichte
Der Flughafen befindet sich unmittelbar westlich des Stadtzentrums auf einem trockengelegten Sumpfgebiet. Er wurde 1936 in Betrieb genommen und zur Hälfte vom finnischen Staat, zur Hälfte von der Stadt Mikkeli finanziert. Bis heute ist der Flughafen einer der wenigen in Finnland, die sich nicht im Besitz der staatlichen Betreibergesellschaft Finavia befinden; er ist vollständig im Besitz der Stadtverwaltung. 
Der ursprünglich für den Linienflugverkehr geplante Flughafen wurde zunächst kaum genutzt, bis er im Zweiten Weltkrieg zu einem Stützpunkt der finnischen Luftwaffe umfunktioniert wurde. Auf dem Höhepunkt des Fortsetzungskrieges waren bis zu 44 Bomber und Jäger der finnischen Luftwaffe hier stationiert.
Ein Linienflug nach Helsinki wurde erstmals 1951 von der in Mikkeli ansässigen Fluggesellschaft Mikkelin Lentolinjat Oy eingerichtet, doch stellte diese gegen Ende der 1950er Jahre den Betrieb wegen des niedrigen Passagieraufkommens wieder ein. In den 1960er Jahren wurde der Flughafen so meist nur von Amateurfliegern genutzt. Da der Lääni Mikkeli zu dieser Zeit der einzige finnische Lääni ohne eigenen Flughafen war, war die Stadt- und Provinzverwaltung schon aufgrund des mit einem Flughafen verbundenen Renommees bemüht, wiederum Linienflüge nach Mikkeli zu locken. 1973 nahm dann Finnair Mikkeli als Zwischenlandung auf der mit Convair Metropolitans bedienten Strecke nach Savonlinna in den Flugplan auf, ab 1980 flog sie Mikkeli mit Fokker F-27 Friendships an.
In der Erwartung, dass sich das Passagieraufkommen in der nahen Zukunft verdreifachen würde, wurde der Flughafen im Winter 1986/87 erheblich ausgebaut, doch stattdessen brachen die Passagierzahlen mit der schweren finnischen Wirtschaftskrise der frühen 1990er Jahre ein. Im Jahr 2000 stellte Finnair die unprofitablen Linienflüge nach Mikkeli ganz ein.
Zuletzt wurde der Flughafen bis zum Oktober 2005 von der schwedischen Fluggesellschaft European Executive Express von Helsinki aus angeflogen. Heute wird er nur mehr von Amateur- und Segelfliegern genutzt, insbesondere in den Sommermonaten.